# 原州站
原州站（：／ Wonju yeok */?）是中央線沿線的一座鐵路車站，位于韓國江原道原州市茂實洞，有KTX、ITX-新村、無窮花號及旌善阿里郎列車停靠。

## 車站結構
站體為2面4線的雙島式月台。

### 月台配置
| ↑ 西原州              |
| \| １２ \| \| ３４ \| |
| 鳳陽 ↓                |

| 月台 | 路線   | 車種                    | 目的地                          |
| ---- | ------ | ----------------------- | ------------------------------- |
| 1、2 | 中央線 | ITX-新村、無窮花號、KTX | 往 龍門、楊平、德沼、清涼里方向 |
| 3、4 | 中央線 | ITX-新村、無窮花號、KTX | 往 堤川、東海、安東、釜田方向   |

## 历史
- 1940年4月1日：开始使用。
- 1955年12月30日 : 車站毀於火災。
- 1969年1月22日 : 第2代車站竣工。
- 1980年5月3日 : 第3代車站竣工。
- 2014年11月1日 : ITX-新村號運行開始。
- 2021年1月5日：中央線提速改造工程（清涼里-安東）竣工，車站遷移至現址，開行KTX-Eum列車，ITX-新村號停運，由Nuriro號取代。[1]

## 图片

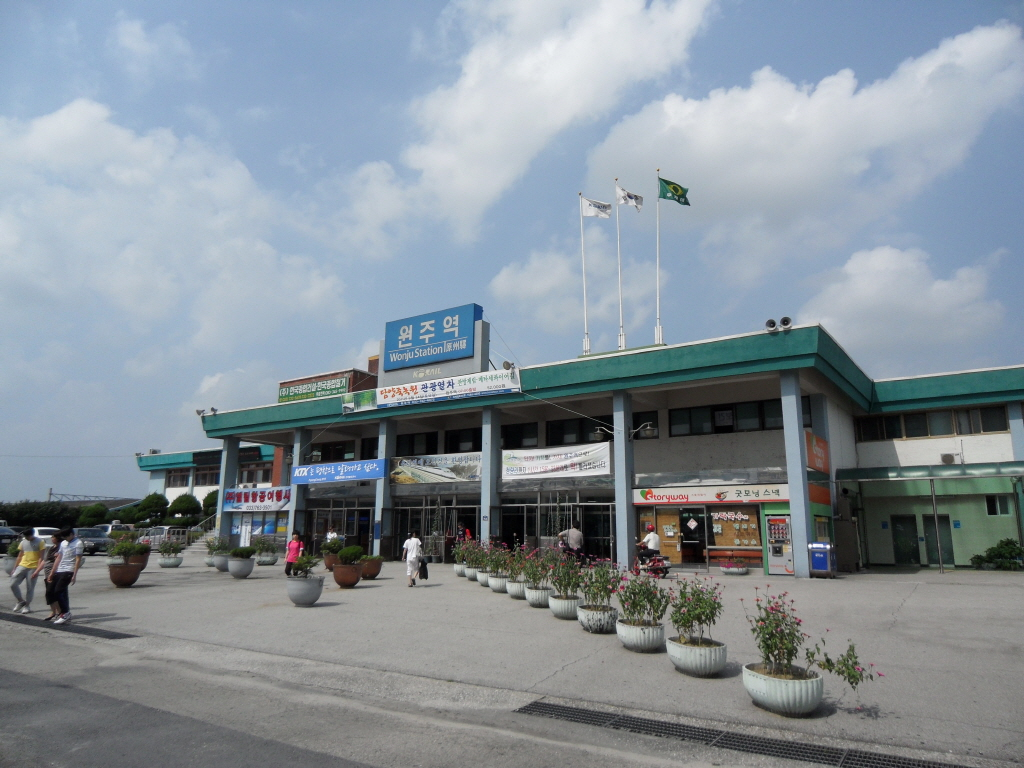
旧站站房
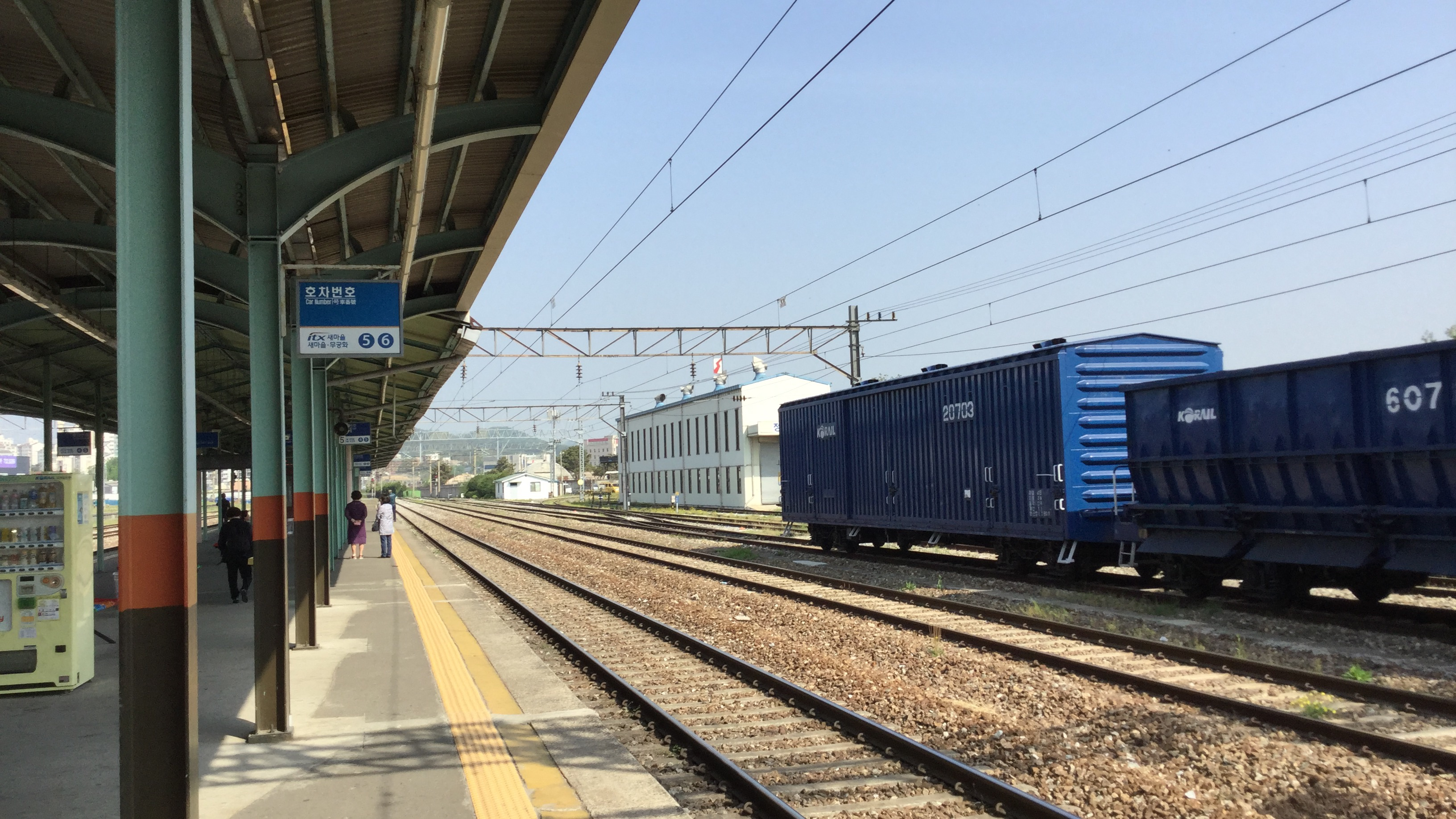
旧站站台
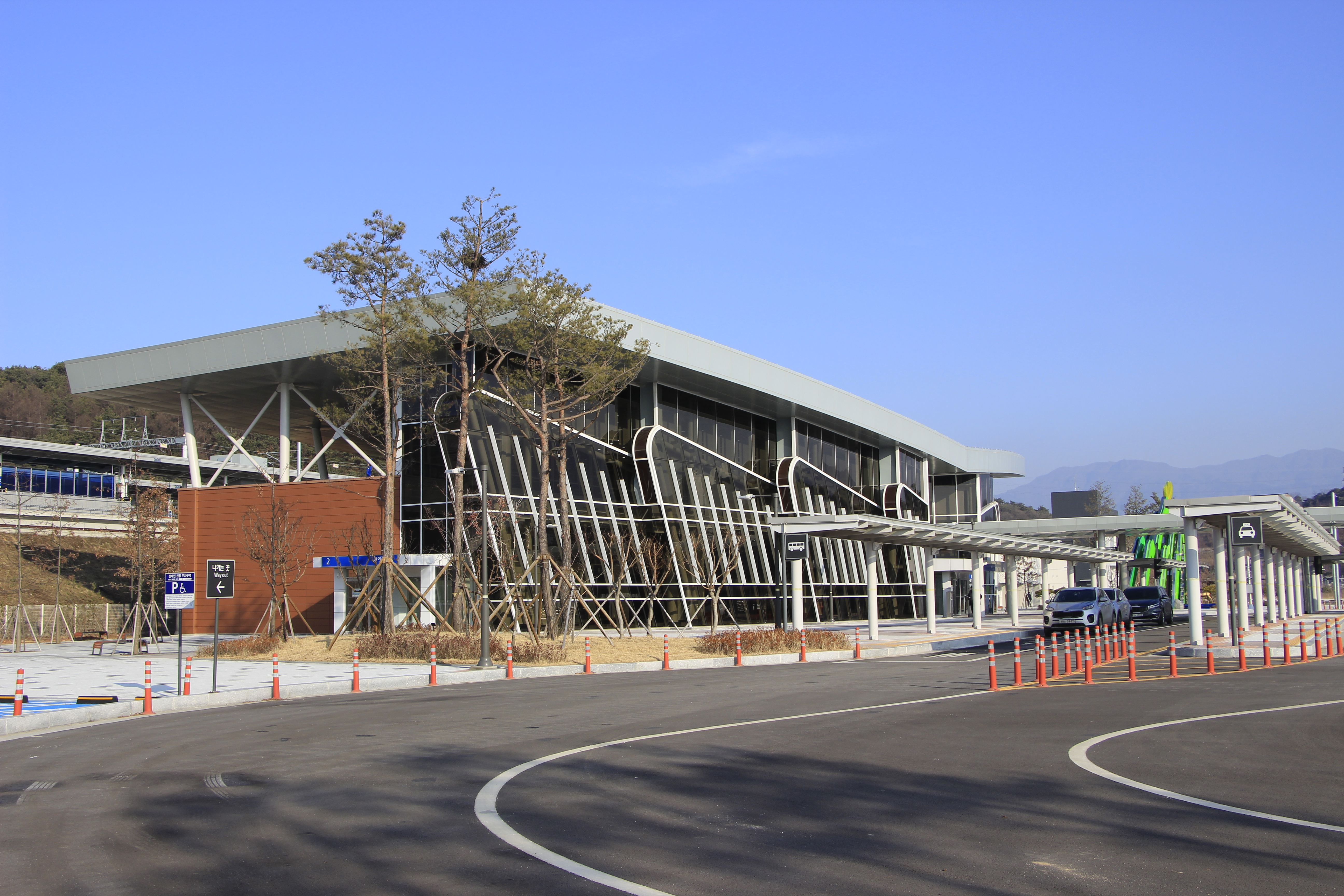
新站站房
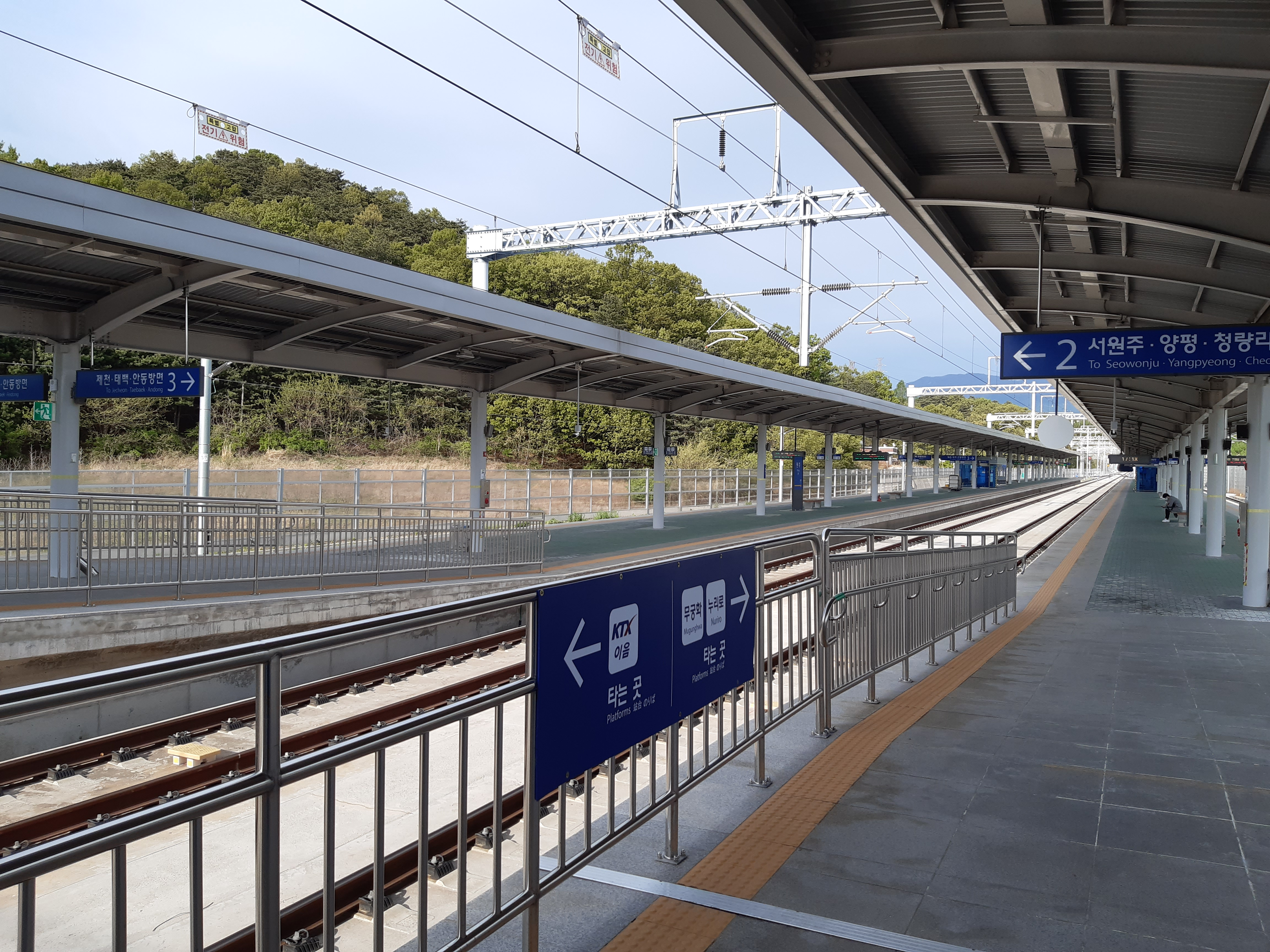
新站站台

## 相鄰車站
韓國鐵道公社
中央線
西原州－原州－雲鶴信號場